# Halskov Vænge

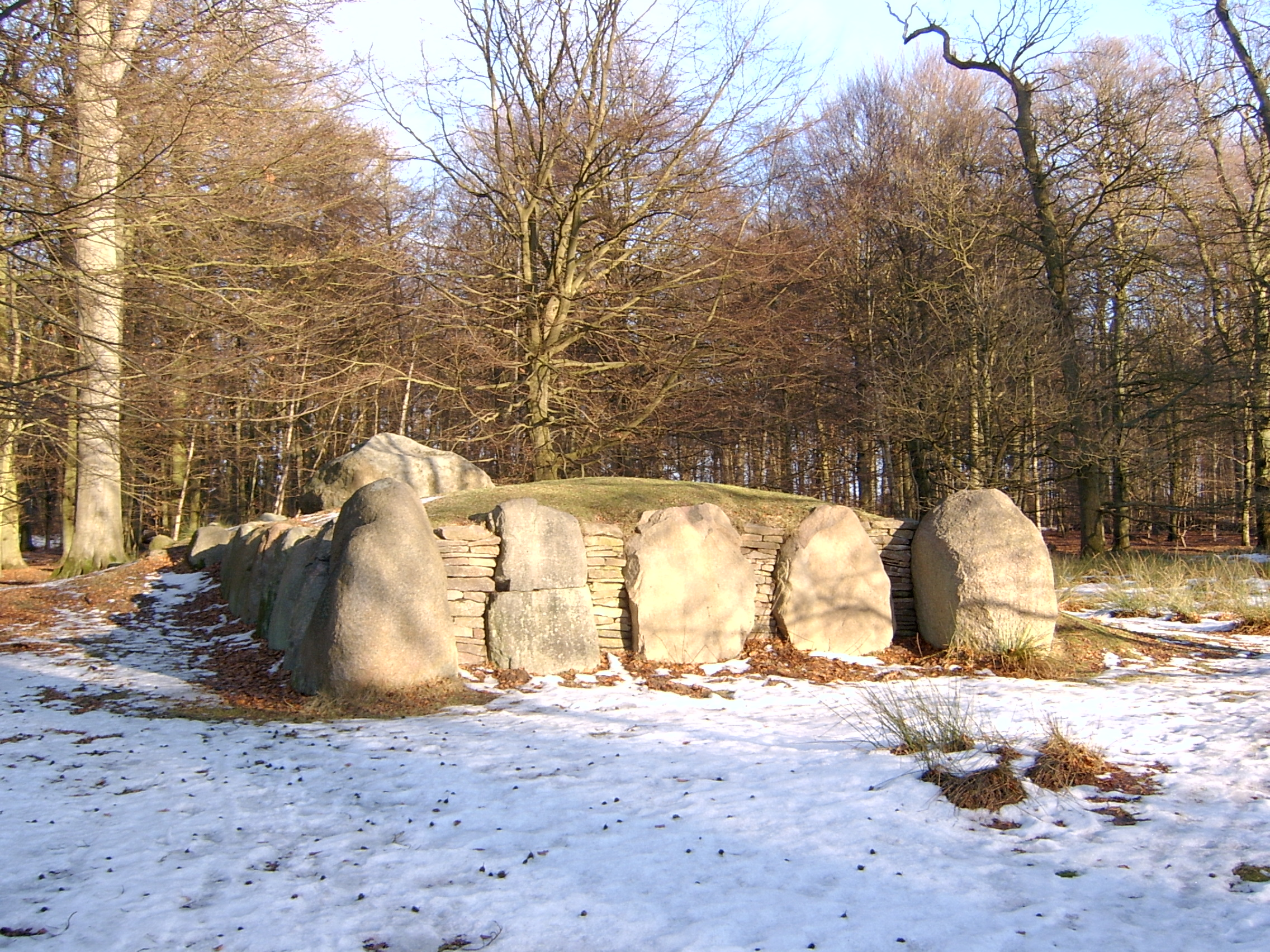
Restaurierte Langdysse

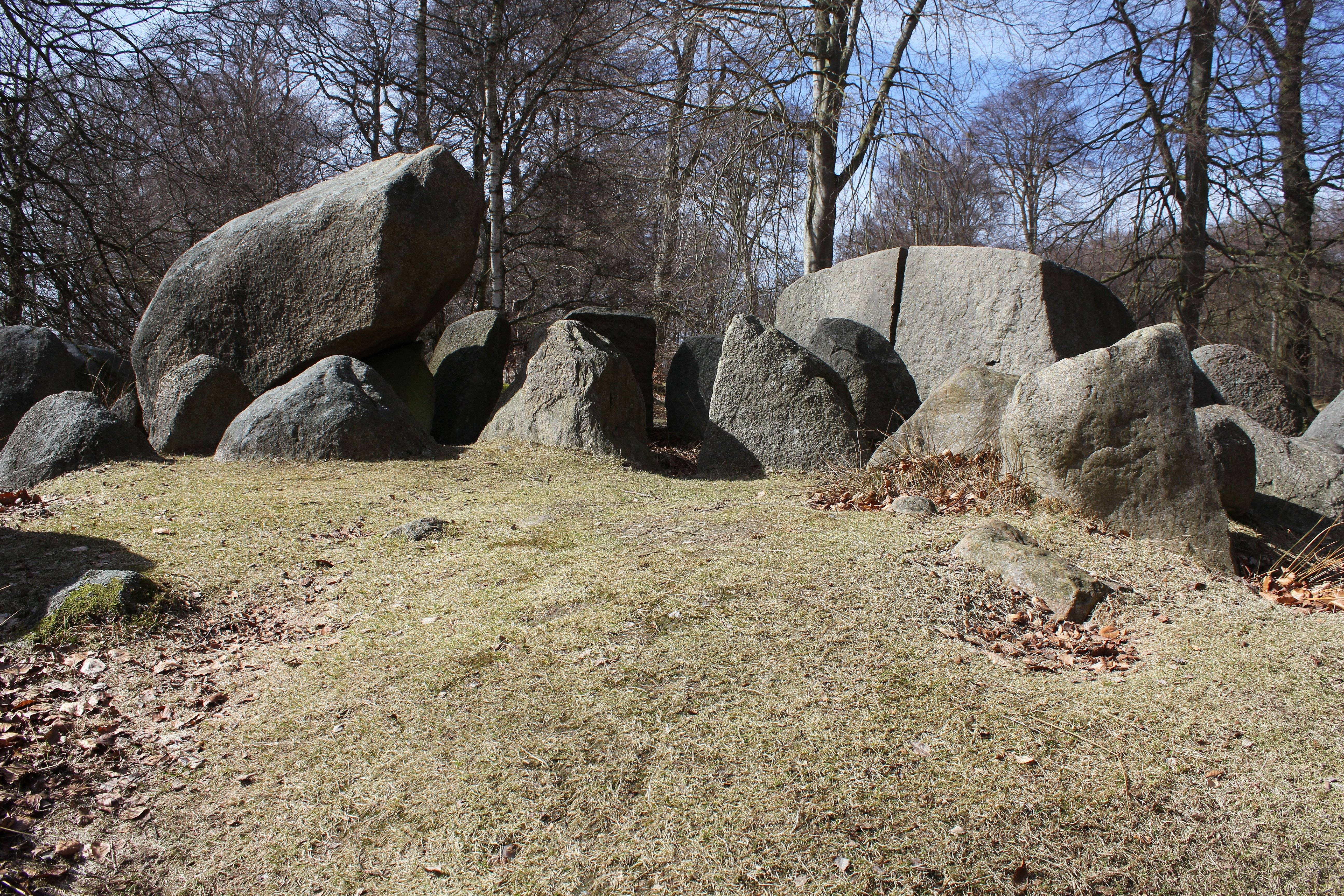
Halskov Vænge Langdysser

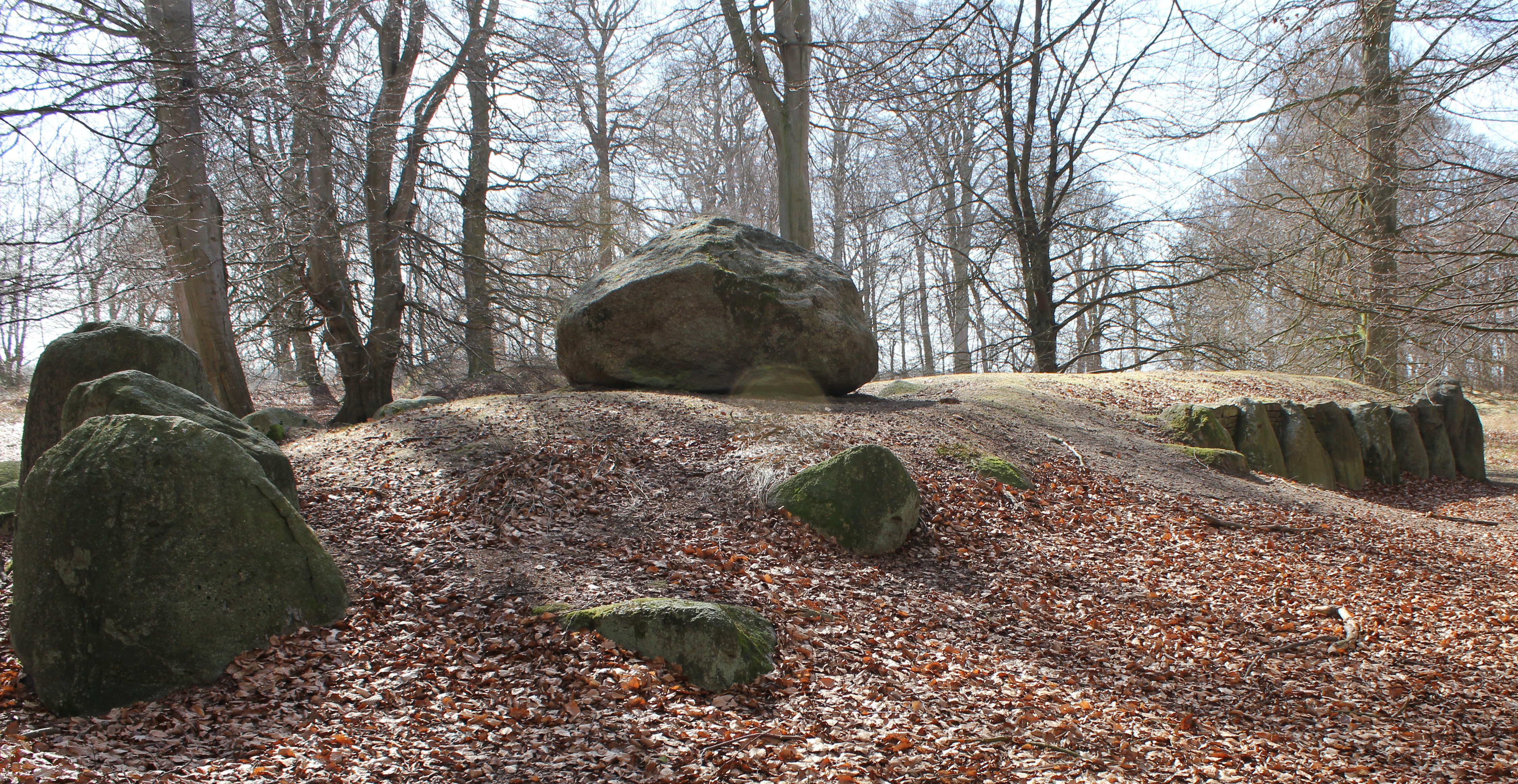
Halskov Vænge Langdysser

Im Wald von Halskov Vænge bei Bregninge (Horbelev Sogn) auf der dänischen Insel Falster sind viele Grabhügel und Dolmen aus vorgeschichtlicher Zeit erhalten. Sechs Hünengräber aus der Jungsteinzeit, 72 bronzezeitliche Grabhügel, ein Schalenstein, ein mittelalterlicher Hohlweg (Hulvej) und ein breiter alter Grenzwall liegen in dem mehrfach erweiterten Schutzgebiet von heute 29 ha. 
Ein markierter Wanderweg führt vom Parkplatz an der Strandhuse (Straße) zu den 14 wichtigsten Denkmälern. Im Wald befindet sich auch das „Egevængehus“, (dt. Eichenkoppelhaus) ein kleines Museum mit Ausstellungen und Bildern, die die Geschichte der Landschaft erzählen. Der Staat erwarb den bei schweren Stürmen des Jahres 1967 verwüsteten Wald im Jahre 1974, um die vorgeschichtlichen und historischen Überreste zu bewahren. Die ältesten Anlagen entstanden im Neolithikum zwischen 3500 und 2800 v. Chr. als Hünengräber der Trichterbecherkultur (TBK). Diese Monumente sind Ausdruck der Kultur und Ideologie neolithischer Gesellschaften. Ihre Entstehung und Funktion gelten als Kennzeichen der sozialen Entwicklung.

## Beschreibung
Die sechs im Halskov Vænge befindlichen neolithischen Megalithanlagen sind: 
- zwei relativ erhaltene Langdolmen[2]
- ein gut erhaltener bzw. restaurierter Langdolmen,
- ein sehr gestörter Langdolmen,
- ein halbwegs intakter Runddolmen; diese drei Anlagen liegen etwa in einer Reihe, sowie
- ein abseits davon gelegener Langdolmen.
- Außerhalb des Waldes liegen nahe der Straße, die Reihe fortsetzend, die Kammer und einige Randsteine eines Runddolmens.

In der Bronzezeit wurden hier Grabhügel als Bestattungsplätze angelegt. Einer der bronzezeitlichen Hügel wurde ausgegraben. Er enthielt drei Brandgräber und ein Bronzemesser. 45 Hügel haben sichtbare Randsteine, die bei Restaurierungen wieder hergestellt wurden. Weiter 29 Kleinhügel wurden ebenfalls restauriert. Es gibt keinen Grund zu der Annahme, dass es im Halskov Vænge mehr Grabhügel gab als anderswo. Der Unterschied besteht lediglich darin, dass sie im Wald besser erhalten blieben als in der offenen Landschaft, wo sie durch industriellen Ackerbau, Wind und Wetter abgetragen wurden. 
Der etwa 4,2 m lange, 3,8 m breite und 2,5 m hohe Spejdersten, in der Nähe des Halskovgård Sten, ist Falsters größter Findling. Er trägt zwei Schälchen (dänisch skåltegn), deren Funktion unbekannt ist. Einem alten Volksglauben zufolge dreht sich der Stein, wenn er irgendwo frisch gebackenes Brot riecht. Dieser Volksglaube ist in Dänemark verbreitet. Unter dem Namen Spejderstein ist ein weiterer Stein (im Nørreskoven) bekannt.
Ein Hohlweg, der heute nicht mehr befahren wird, entstand durch die jahrhundertelange Nutzung eines Weges zwischen Halskov und Bregninge.